# روبن إي. هدسون
روبن إي. هدسون (بالإنجليزية: Robin E. Hudson)‏ هي قاضية ومحامية أمريكية، ولدت في 20 فبراير 1952 في مقاطعة ديكالب في الولايات المتحدة.

## وصلات خارجية
- روبن إي. هدسون على موقع إن إن دي بي (الإنجليزية)